# Paraphytomyza lonicerae
Paraphytomyza lonicerae is een vliegensoort uit de familie van de mineervliegen (Agromyzidae). De wetenschappelijke naam van de soort is voor het eerst geldig gepubliceerd in 1851 door Robineau-Desvoidy.